# L'avvelenata
L'avvelenata è un brano musicale di Francesco Guccini.

## Storia
Nelle note che compaiono nell'album Via Paolo Fabbri 43, Guccini scrive:
Il critico musicale a cui si riferisce Guccini è Riccardo Bertoncelli che in un lungo articolo del 1998 ha raccontato nei dettagli la vicenda. Bertoncelli nel 1975 era un giovanissimo collaboratore della rivista Gong sulle cui pagine fu chiamato a scrivere una recensione di Stanze di vita quotidiana. Fu una stroncatura senza appello, e lo stesso Bertoncelli, oltre vent'anni dopo, in proposito dirà: 
Qualche mese dopo, Bertoncelli, viene a sapere che Guccini in concerto aveva cantato una canzone in cui veniva citato; poi, legge su un'altra rivista musicale che Guccini ha detto di lui «è uno che non capisce niente (…) uno di quelli che scrivono ancora Amerika con la kappa». Così lo chiama e decidono di vedersi. Passano una serata insieme a casa di Guccini, scoprono di avere interessi in comune, che forse Guccini non si era venduto ai discografici e che forse Bertoncelli qualcosa capiva. Durante quella serata Guccini imbraccia la chitarra e suona per lui L'avvelenata, e si offre di togliere il nome dalla canzone. Bertoncelli rifiuta: «ora che ci siamo conosciuti non ha più senso». Guccini gli dice che comunque non ha intenzione di inciderla: è uno sfogo da concerto, non una canzone da inserire in un disco. Ma è una canzone che il pubblico ama e qualche mese dopo finirà su Via Paolo Fabbri 43.
Nel 2025 nel disco del rapper italiano Fabri Fibra "Mentre Los Angeles brucia" la prima e la terza strofa vengono campionate nel ritornello